# Pakisztán a 2004. évi nyári olimpiai játékokon
Pakisztán a görögországi Athénban megrendezett 2004. évi nyári olimpiai játékok egyik részt vevő nemzete volt. Az országot az olimpián 5 sportágban 26 sportoló képviselte, akik érmet nem szereztek.

## Atlétika
Férfi
| Versenyző            | Versenyszám | Előfutam | Előfutam | Előfutam | Elődöntő | Elődöntő | Elődöntő | Döntő   | Döntő    |
| Versenyző            | Versenyszám | Idő      | Hely.    | Össz.    | Idő      | Hely.    | Össz.    | Idő     | Helyezés |
| -------------------- | ----------- | -------- | -------- | -------- | -------- | -------- | -------- | ------- | -------- |
| Muhammad Sajid Ahmad | 400 m       | 47,45    | 7.       | 47.      | kiesett  | kiesett  | kiesett  | kiesett | kiesett  |

Női
| Versenyző      | Versenyszám | Előfutam | Előfutam | Előfutam | Elődöntő | Elődöntő | Elődöntő | Döntő   | Döntő    |
| Versenyző      | Versenyszám | Idő      | Hely.    | Össz.    | Idő      | Hely.    | Össz.    | Idő     | Helyezés |
| -------------- | ----------- | -------- | -------- | -------- | -------- | -------- | -------- | ------- | -------- |
| Sumaira Zahoor | 1500 m      | 4:49,33  | 15.      | 44.      | kiesett  | kiesett  | kiesett  | kiesett | kiesett  |

## Gyeplabda

### Férfi
| #               | Név                   |         |         |         |         |         |         |         |
| Kapusok         | Kapusok               | Kapusok | Kapusok | Kapusok | Kapusok | Kapusok | Kapusok | Kapusok |
| --------------- | --------------------- | ------- | ------- | ------- | ------- | ------- | ------- | ------- |
| 1               | Ahmed Alam            |         |         |         |         |         |         |         |
| 12              | Salman Akbar          |         |         |         |         |         |         |         |
| Mezőnyjátékosok |                       |         |         |         |         |         |         |         |
| 2               | Kashif Jawwad         |         |         |         |         |         |         |         |
| 3               | Muhammad Nadeem (CSK) |         |         |         |         |         |         |         |
| 4               | Ghazanfar Ali         |         |         |         |         |         |         |         |
| 5               | Adnan Maqsood         |         |         |         |         |         |         |         |
| 6               | Waseem Ahmad          |         |         |         |         |         |         |         |
| 7               | Dilawar Hussain       |         |         |         |         |         |         |         |
| 8               | Rehan Butt            |         |         |         |         |         |         |         |
| 9               | Sohail Abbas          |         |         |         |         |         |         |         |
| 10              | Ali Raza              |         |         |         |         |         |         |         |
| 11              | Shabbir Muhammad      |         |         |         |         |         |         |         |
| 13              | Zeeshan Ashraf        |         |         |         |         |         |         |         |
| 14              | Mudassar Ali Khan     |         |         |         |         |         |         |         |
| 15              | Shakeel Abbasi        |         |         |         |         |         |         |         |
| 16              | Tariq Aziz            |         |         |         |         |         |         |         |
| Tartalékok      |                       |         |         |         |         |         |         |         |
| Vezetőedző      |                       |         |         |         |         |         |         |         |
|                 | Tahir Zaman           |         |         |         |         |         |         |         |

#### Eredmények
Csoportkör
A csoport
| Csapat               | M | Gy | D | V | G+ | G– | Gk  | P  |
| -------------------- | - | -- | - | - | -- | -- | --- | -- |
| Spanyolország (ESP)  | 5 | 3  | 2 | 0 | 14 | 3  | +11 | 11 |
| Németország (GER)    | 5 | 3  | 2 | 0 | 15 | 6  | +9  | 11 |
| Pakisztán (PAK)      | 5 | 3  | 0 | 2 | 19 | 8  | +11 | 9  |
| Dél-Korea (KOR)      | 5 | 2  | 2 | 1 | 17 | 8  | +9  | 8  |
| Nagy-Britannia (GBR) | 5 | 1  | 0 | 4 | 9  | 21 | –12 | 3  |
| Egyiptom (EGY)       | 5 | 0  | 0 | 5 | 2  | 30 | –28 | 0  |

| 2004. augusztus 15. 18:30 | Németország (GER)         | 2–1   | Pakisztán (PAK) | Játékvezetők: Ray O’Connor (IRL), John Wright (RSA) |
| 2004. augusztus 15. 18:30 | Emmerling 7' · Michel 31' | (1–0) | Butt 43'        | Játékvezetők: Ray O’Connor (IRL), John Wright (RSA) |

| 2004. augusztus 17. 18:30 | Egyiptom (EGY)             | 0–7        | Pakisztán (PAK)                                        | Játékvezetők: Han Jin-Soo (KOR), Peter Elders (NED) |
| 2004. augusztus 17. 18:30 |                            | (0–5)      | Jawwad 3', 12' · Nadeem 15' · Abbas 30', 34', 38', 58' | Játékvezetők: Han Jin-Soo (KOR), Peter Elders (NED) |
| 2004. augusztus 17. 18:30 | Ahmed 28' Amro Ibrahim 32' | Büntetések |                                                        | Játékvezetők: Han Jin-Soo (KOR), Peter Elders (NED) |

| 2004. augusztus 19. 10:30 | Pakisztán (PAK)                   | 3–0        | Dél-Korea (KOR) | Játékvezetők: Ray O’Connor (IRL), Amarjit Singh (MAS) |
| 2004. augusztus 19. 10:30 | Butt 43' · Abbasi 56' · Abbas 66' | (0–0)      |                 | Játékvezetők: Ray O’Connor (IRL), Amarjit Singh (MAS) |
| 2004. augusztus 19. 10:30 |                                   | Büntetések | Jo Ungon 65'    | Játékvezetők: Ray O’Connor (IRL), Amarjit Singh (MAS) |

| 2004. augusztus 21. 20:00 | Spanyolország (ESP)             | 4–0   | Pakisztán (PAK) | Játékvezetők: Peter Elders (NED), John Wright (RSA) |
| 2004. augusztus 21. 20:00 | Tubau 6', 35', 41' · Freixa 63' | (2–0) |                 | Játékvezetők: Peter Elders (NED), John Wright (RSA) |

| 2004. augusztus 23. 28:00 | Pakisztán (PAK)                                                                   | 8–2        | Nagy-Britannia (GBR) | Játékvezetők: Murray Grime (AUS), Ray O’Connor (IRL) |
| 2004. augusztus 23. 28:00 | Abbas 9', 39' · Ali 35+' · Nadeem 37' · Butt 55', 68' · Abbasi 59' · Muhammad 60' | (2–1)      | Stott 5' · Hall 65'  | Játékvezetők: Murray Grime (AUS), Ray O’Connor (IRL) |
| 2004. augusztus 23. 28:00 | Abbasi 43'                                                                        | Büntetések |                      | Játékvezetők: Murray Grime (AUS), Ray O’Connor (IRL) |

Az 5–8. helyért
| 2004. augusztus 25. 20:30 | Pakisztán (PAK)                     | 3–0        | India (IND)  | Játékvezetők: David Leiper (GBR), Amarjit Singh (MAS) |
| 2004. augusztus 25. 20:30 | Aziz 43' · Abbas 59' · Muhammad 68' | (0–0)      |              | Játékvezetők: David Leiper (GBR), Amarjit Singh (MAS) |
| 2004. augusztus 25. 20:30 | Hussain 66'                         | Büntetések | Szinkler 33' | Játékvezetők: David Leiper (GBR), Amarjit Singh (MAS) |

Az 5. helyért
| 2004. augusztus 27. 11:00 | Új-Zéland (NZL)        | 2–4        | Pakisztán (PAK)                  | Játékvezetők: Sumesh Putra (CAN), David Leiper (GBR) |
| 2004. augusztus 27. 11:00 | Brooks 16' · Smith 35' | (2–1)      | Abbas 35', 47', 68' · Jawwad 55' | Játékvezetők: Sumesh Putra (CAN), David Leiper (GBR) |
| 2004. augusztus 27. 11:00 | Couzins 46'            | Büntetések | Butt 26' Aziz 31'                | Játékvezetők: Sumesh Putra (CAN), David Leiper (GBR) |

| Csapat          | Helyezés |
| --------------- | -------- |
| Pakisztán (PAK) | 5.       |

## Ökölvívás
| Versenyző            | Versenyszám  | Selejtező                       | Nyolcaddöntő                     | Negyeddöntő       | Elődöntő          | Döntő             | Helyezés |
| Versenyző            | Versenyszám  | Ellenfél Eredmény               | Ellenfél Eredmény                | Ellenfél Eredmény | Ellenfél Eredmény | Ellenfél Eredmény | Helyezés |
| -------------------- | ------------ | ------------------------------- | -------------------------------- | ----------------- | ----------------- | ----------------- | -------- |
| Mehrullah Lassi      | Harmatsúly   | Ajbek Abdimomunov (KGZ) · 36-22 | Guillermo Rigondeaux (CUB) · RSC | kiesett           | kiesett           | kiesett           | 9.       |
| Sohail Ahmed         | Pehelysúly   | Bekzod Khidirov (UZB) · RSC     | kiesett                          | kiesett           | kiesett           | kiesett           | 17.      |
| Syed Asghar Ali Shah | Könnyűsúly   | Volodimir Kravec (UKR) · 21-17  | Mario Kindelán (CUB) · 9-24      | kiesett           | kiesett           | kiesett           | 9.       |
| Faisal Karim         | Kisváltósúly | Ionuț Gheorghe (ROU) · 11-26    | kiesett                          | kiesett           | kiesett           | kiesett           | 17.      |
| Ahmed Ali Khan       | Középsúly    |                                 | Gennagyij Golovkin (KAZ) · 10-31 | kiesett           | kiesett           | kiesett           | 9.       |

RSC - a játékvezető megállította a mérkőzést

## Sportlövészet
Férfi
| Versenyző    | Versenyszám | Selejtező | Selejtező | Döntő   | Döntő    |
| Versenyző    | Versenyszám | Pont      | Helyezés  | Pont    | Helyezés |
| ------------ | ----------- | --------- | --------- | ------- | -------- |
| Khurram Inam | Skeet       | 114       | 37.*      | kiesett | kiesett  |

* - két másik versenyzővel azonos eredményt ért el

## Úszás
Férfi
| Versenyző    | Versenyszám | Előfutam | Előfutam | Előfutam | Elődöntő | Elődöntő | Elődöntő | Döntő   | Döntő    |
| Versenyző    | Versenyszám | Idő      | Hely.    | Össz.    | Idő      | Hely.    | Össz.    | Idő     | Helyezés |
| ------------ | ----------- | -------- | -------- | -------- | -------- | -------- | -------- | ------- | -------- |
| Mumtaz Ahmed | 100 m gyors | 59,19    | 6.       | 68.      | kiesett  | kiesett  | kiesett  | kiesett | kiesett  |

Női
| Versenyző  | Versenyszám | Előfutam | Előfutam | Előfutam | Elődöntő | Elődöntő | Elődöntő | Döntő   | Döntő    |
| Versenyző  | Versenyszám | Idő      | Hely.    | Össz.    | Idő      | Hely.    | Össz.    | Idő     | Helyezés |
| ---------- | ----------- | -------- | -------- | -------- | -------- | -------- | -------- | ------- | -------- |
| Rubab Raza | 50 m gyors  | 30,10    | 5.       | 59.      | kiesett  | kiesett  | kiesett  | kiesett | kiesett  |